# Enlèvements turcs en Islande

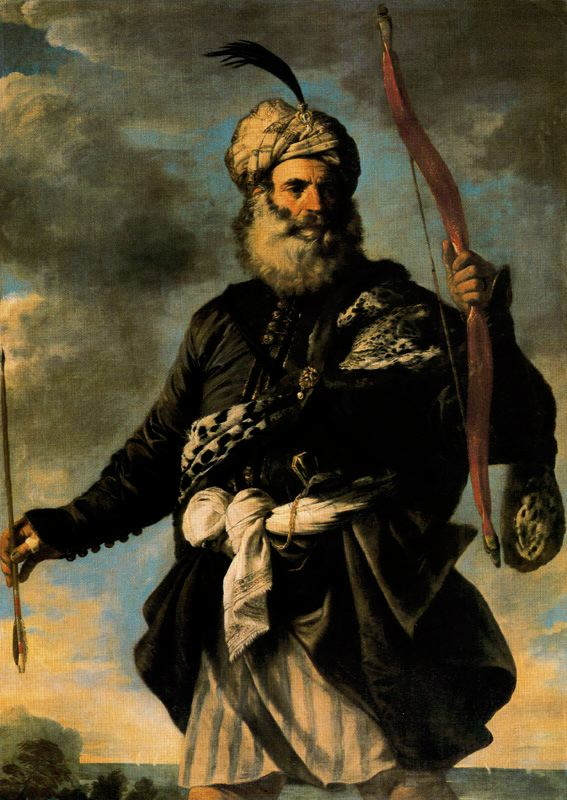
Un pirate barbaresque, par Pier Francesco Mola, huile sur toile (172 x 123 cm), Louvre.

Les « enlèvements turcs » en Islande (en islandais : Tyrkjaránið ) sont une série de raids esclavagistes menés en Islande par une flotte de quatre bateaux comprenant des pirates salétins ainsi qu'algérois entre le 20 juin et le 19 juillet 1627, dans les villages de Grindavík sur la côte sud-ouest et de Berufjörður et Breiddalur dans les fjords de l’est et les îles Vestmann au large de la côte sud. Ils feront de 400 à 900 prisonniers (la population de l’Islande était à l’époque estimée à environ 60 000). Cet épisode est exceptionnel à la fois parce qu'il s'agit de la seule attaque sur l'Islande ayant fait des morts et au regard du nombre de témoignages l'ayant relaté a posteriori.

## Les raids

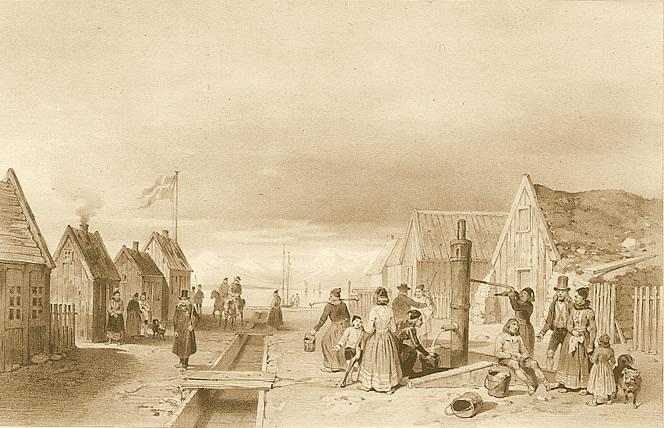
Reykjavik, l’une des avancées extrêmes en Atlantique des pirates et corsaires barbaresques. Ce n’était alors qu’un très petit village.

À l'été 1627, quatre navires de pirates et corsaires barbaresques arrivent en Islande. Au XXe siècle, localement, cet événement est connu sous le nom de « Tyrkjaránið » ou « raid turc » parce que certains corsaires venaient d'Alger, alors sous domination de l'Empire ottoman, ce qui n'était pas le cas pour Salé, sur la côte atlantique du Maroc.

### Le raid sur Grindavík
Le 20 juin, l'équipage d'un bateau en provenance de Salé opère un raid sur le village de pêche de Grindavík. Selon le roman national islandais, il est dirigé par le renégat hollandais Jan Janszoon, alias Murād raïs. Il capture entre 12 et 15 Islandais.

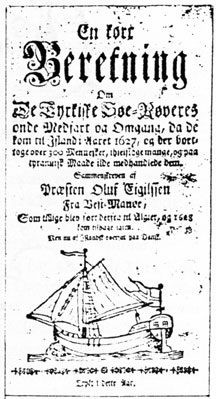
Couverture du livre d’Oluf Eigilsson, Islandais enlevé par Jan Janszoon en 1627. De retour en Islande après sa libération, il écrivit un livre sur sa captivité chez les pirates.

Ils se dirigent ensuite sur Bessastaðir, résidence du gouverneur danois de l’Islande, pour la piller mais sont empêchés de débarquer par le feu des canons des fortifications locales (Bessastaðaskans) et par un groupe de lanciers de la péninsule sud rapidement assemblé.
Mourad Raïs décide alors de changer de cap pour retourner au port de Salé, où il arrive à la mi-juillet et où les captifs sont vendus sur le marché aux esclaves.

### Le raid sur les Îles Vestmann
Selon un compte rendu détaillé du raid par l’un des ministres, Ólafur Egilsson, qui fut d’abord réduit en esclavage par les pirates et emmené à Alger, avant d’être renvoyé pour demander des fonds au roi du Danemark pour racheter ses sujets islandais encore à Alger, les vieillards et les infirmes furent tués sans pitié, de même que tous ceux qui tentaient de résister. Le 19 juillet, les navires quittèrent les Îles Vestmann pour faire voile vers Alger.  L’épisode témoigne tout à la fois du large rayon d’action des flottes d’Afrique du Nord, d’une économie de la rançon qui touche tous les pays d’Europe (y compris la Scandinavie), ainsi que des carrières navales de certains convertis, à l’instar de Jan Janszoon d’Harleem, alias Murād raïs, corsaire hollandais passé au service de la régence d'Alger puis de la république de Salé.

## Le sort des captifs
Les personnes capturées furent vendues comme esclaves sur la côte des Barbaresques. Emmanuel d'Aranda, Brugeois emmené comme esclave à Alger de 1640 à 1641, écrit dans son ouvrage Relation de la captivité et liberté du sieur Emmanuel d'Aranda (1665), à propos de son temps comme esclave du pirate barbaresque Ali Bitchin, qu’un compagnon de captivité islandais à Alger lui avait dit que 800 personnes au total avaient été réduites en esclavage. Cependant, ce nombre ne correspond à aucune des sources islandaises qui placent toutes le nombre de captifs au-dessous de 400. 
Quelques lettres écrites par des captifs atteignirent l’Islande et, avec d’autres comptes rendus, indiquent que les captifs furent traités très différemment par leurs maîtres. Un captif de la région de l’est, Guttormur Hallsson, a déclaré dans une lettre écrite en Barbarie en 1631 : « Il y a une grande différence ici entre les maîtres. Certains esclaves ont des maîtres corrects et bienveillants, ou entre les deux, mais certains infortunés se retrouvent avec des tyrans sauvages, cruels au cœur dur, qui ne cessent jamais de les maltraiter, qui les forcent au travail et à la peine insuffisamment vêtus et nourris, et dans les fers du matin au soir ».

### Témoignages
- Emmanuel d'Aranda, Relation de la captivité du sieur Emanuel d’Aranda, où sont descriptes les misères, les ruses et les finesses des esclaves et des corsaires d’Alger. Ensemble les conquestes de Barberousse dans l’Afrique et plusieurs autres particularités, Paris, Compagnie des libraires du Palais, 1665.
- (is) Ólafur Egilsson, Reisubók Séra Ólafs Egilssonar, Reykjavík, Almenna Bókafélagið, 1969.
- (en) Ólafur Egilsson, Karl Smári Hreinsson et Adam Nichols, The Travels of Reverend Ólafur Egilsson : The Story of the Barbary Corsair Raid on Iceland in 1627, Catholic University of America Press + ORM, 11 mars 2018, 287 p. (ISBN 978-0-8132-2870-9, lire en ligne)
- (is) Vilhjálmur Þ. Gíslason, Bessastaðir : Þættir úr sögu höfuðbóls, Akureyri, Bókaútgáfan Nordri, 1947.

### Romans
- Steinunn Johannesdottir (trad. de l'islandais), L'esclave islandaise : Roman inspiré de sources historiques, Montfort-en-Chalosse, Gaïa, 2017, 393 p. (ISBN 978-2-84720-765-1).

### Sur les corsaires
- Leïla Maziane, Salé et ses corsaires, 1666-1727 : un port de course marocain au XVIIe siècle, Rouen ; Caen, Publication Pôle Universitaire Normand, 2007, 362 p. (ISBN 978-2-84133-282-3, lire en ligne).
- (en) Peter Lamborn Wilson, Pirate utopias : Moorish corsairs & European Renegadoes, Brooklyn, Autonomedia, 2003, 219 p. (ISBN 978-1-57027-158-8, lire en ligne).